# Socialfascismo

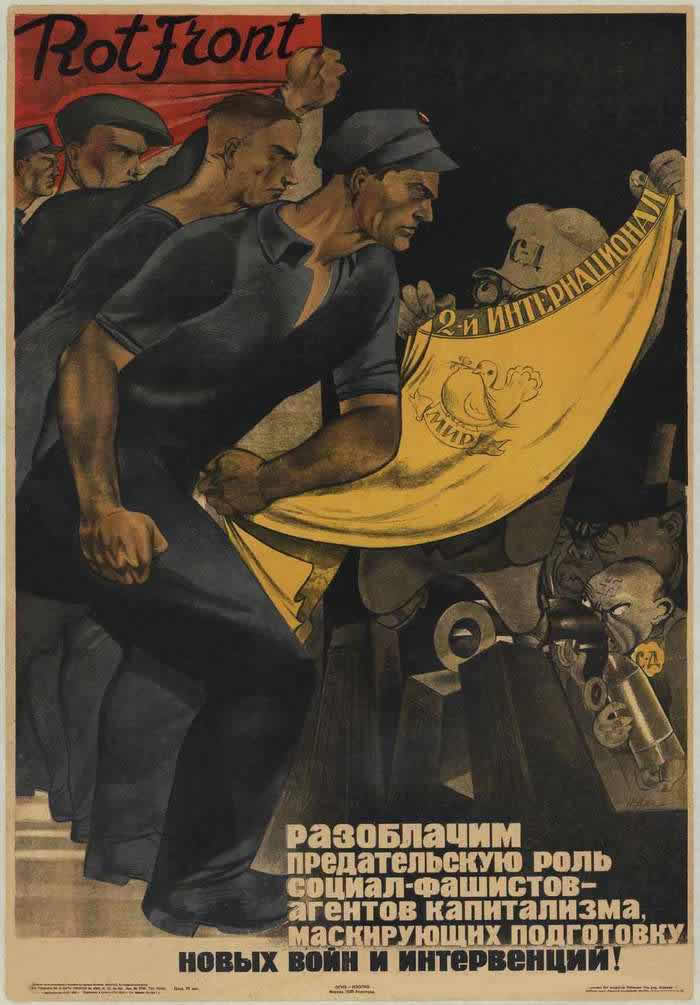
Cartaz soviético. Vamos expor o papel traiçoeiro dos social-fascistas - agentes.

O socialfascismo foi uma teoria apoiada pela Internacional Comunista (Comintern) durante a década de 1930, que interpreta a social-democracia como uma variante do fascismo, porque, além de compartilhar o modelo econômico corporativista, estaria dificultando a transição completa, e final, ao comunismo. Na época, os dirigentes do Comintern, como Josef Stalin e Rajani Palme Dutt, defendiam que a sociedade capitalista tinha entrado no "Terceiro Período," no qual uma revolução da classe trabalhadora era iminente, mas podia ser prevenida por social-democratas e outras forças "fascistas." O termo "socialfascista," foi usado, pejorativamente, para descrever partidos social-democratas, partidos socialistas progressistas e dissidentes dentro da Internacional durante todo o período entreguerras.
Rotula o afastamento, em relação à doutrina comunista, dos partidos de esquerda mais moderados e que coincide com o congresso a instar a uma doutrina mais extremada, sendo a social-democracia culpada pela ascensão do nazismo na Alemanha e do fascismo em Itália naquele contexto histórico.

## Visão geral
No Sexto Congresso da Internacional Comunista, em 1928, foi proclamado o fim da estabilidade do capitalismo e do início do "Período Final." Era esperado o fim do capitalismo, acompanhado de uma revolução da classe trabalhadora, e a social-democracia foi identificada como a principal inimiga dos comunistas. Esta teoria tinha raízes no argumento de Grigori Zinoviev de que a internacional social-democracia era uma vertente do fascismo. Este ponto de vista foi aceito por Josef Stalin, que descreveu o fascismo e a social-democracia como "irmãos gêmeos," argumentando que um dependia do apoio ativo do outro. Depois de anunciada no Sexto Congresso, a teoria do socialfascismo tornou-se aceita pelo movimento comunista mundial.
A nova direção era intimamente ligada à política interna do Partido Comunista da União Soviética (PCUS). Depois de uma luta de facções dentro do partido após a morte de Lenin, em 1924, o grupo vitorioso em torno de Stalin mudou de forma decisiva para a esquerda, defendendo o fim da economia mista adotada por Lenin que possuía alguns traços de capitalismo. e declarando uma intensificação da luta de classes no interior do país. Em termos práticos, isso significava tratar camponeses (então, 80% da população), especialmente os mais ricos, como inimigos de classe e instando quadros do partido sobre a ação cada vez mais implacável contra eles. Uma atmosfera de fervor revolucionário foi criada, e esta atitude foi traduzida para o palco internacional em que ambos, os social-democratas e comunistas dissidentes foram denunciados como fascistas.
Ao mesmo tempo, o Partido Social-Democrata da Alemanha (SPD), sob a liderança do chanceler Hermann Müller, concordou com os partidos anticomunistas que "vermelho é igual a marrom." Isso ocasionou a hostilidade mútua entre os social-democratas e comunistas, que foi intensificada em 1929, quando a polícia de Berlim, sob o controle do governo SPD, atirou contra trabalhadores comunistas que celebravam o Primeiro de Maio. Na sequência, a edição de legislação de repressão aos comunistas serviu como mais uma evidência de que os social-democratas eram, de fato, "sociaisfascistas." Em 1931, na Prússia, o Partido Comunista da Alemanha (KPD), que se referia aos nazistas como "camaradas operários", uniu-se a eles na tentativa frustrada de derrubar o governo do estado do SPD, por meio de um plebiscito.
Os comunistas alemães continuaram a negar qualquer diferença essencial entre o nazismo e a social-democracia, mesmo depois da eleições de 1933. O KPD, sob a liderança de Ernst Thälmann, cunhou o slogan "Depois de Hitler, a nossa vez!" Acreditava que uma frente unida contra os nazistas seria desnecessária, pois os trabalhadores iriam mudar de opinião e reconhecer que o nazismo, ao contrário do comunismo, não oferecia uma verdadeira superação das dificuldades do país.